# Артюхина, Александра Васильевна
Александра Васильевна Артюхина (1889—1969) — советский партийный и профсоюзный деятель, участник революционного движения. Старая большевичка, член РСДРП/ВКП(б)/КПСС с 1910 года.

## Биография
Родилась 25 октября (6 ноября по новому стилю) 1889 года в Вышнем Волочке Тверской губернии в семье рабочего-ткача.
Окончила начальную трехлетнюю школу. С двенадцати лет работала на ткацкой фабрике в Вышнем Волочке. В 1906 году переехала в город Петербург, работала на текстильных фабриках, затем на машиностроительном заводе «Айваз».
В 1906 году вступила в ряды революционеров, вела работу в профсоюзах текстильщиков и металлистов в Петербурге. В 1912−1914 годах Артюхину избирают в правление профсоюза металлистов, на страницах «Правды» появляются её корреспонденции, подписанные псевдонимом «Шура-металлистка». Она становится активным организатором женского рабочего движения.
В 1912 году вернулась в Вышний Волочек, была одной из активных участниц воссоздания местной группы РСДРП. В марте 1914 года, накануне Международного женского дня, её арестовывает полиция, за арестом последовала ссылка.
После февральской революции 1917 года вернулась из ссылки. Активно участвовала в установлении Советской власти на родине. В 1917−1920 годах — член Вышневолоцкого комитета РКП(б), уездный комиссар труда и заведующая женским отделом Тверского губкома РКП(б). В 1923−1924 годах — председатель фабзавкома комбината «Пролетарка».
С 1924 года — в центральном аппарате ЦК партии: заместитель заведующего, а в 1926−1929 годах — заведующий Отделом по работе среди женщин ЦК РКП(б).
В 1924−1931 годах — редактор журнала «Работница».
Делегат XIV, XV  и XVI съездов ВКП(б). Кандидат в члены ЦК РКП(б) в 1924—1925 годах, член ЦК ВКП(б) в 1925—1930 годах. В 1926−1930 годах — член Оргбюро ЦК ВКП(б) и кандидат в член Секретариата ЦК ВКП(б). В 1930—1934 годах — член Центральной контрольной комиссии ВКП(б).
26 января—10 февраля 1934 года делегат XVII съезда ВКП(б).
С 1934 года — на профсоюзной и хозяйственной работе. В 1934−1938 годах — председатель ЦК профсоюза рабочих хлопчатобумажной промышленности. В 1938−1951 годах — директор ряда текстильных фабрик в Москве.
С 1951 года — персональный пенсионер. Жила в городе Москве. До последних дней жизни принимала активное участие в общественно-политической работе.
Скончалась 7 апреля 1969 года. Похоронена в Москве на Новодевичьем кладбище. Вместе с А. В. Артюхиной похоронена её дочь — Артюхина Надежда Михайловна (1925−1987).

## Память

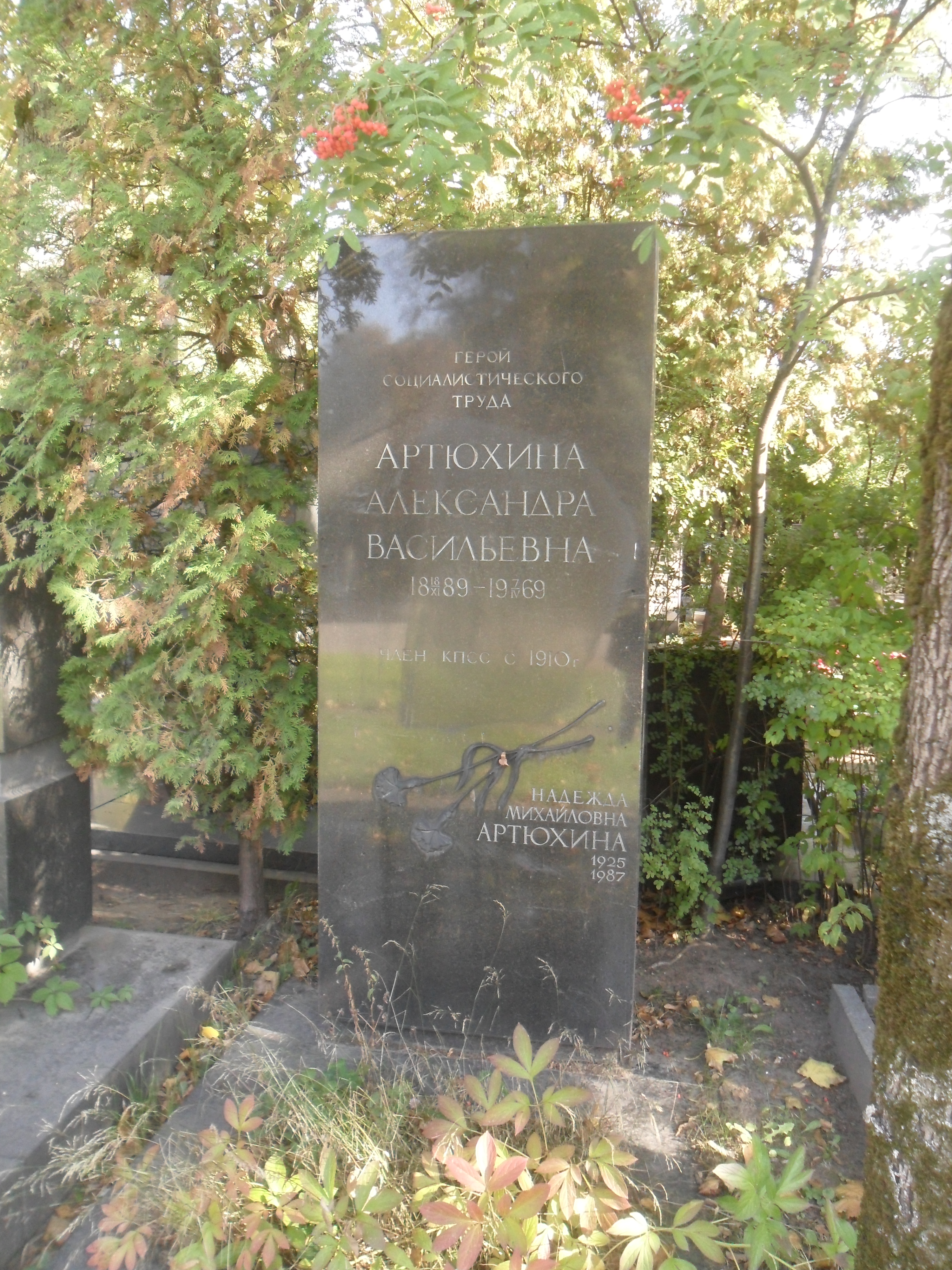
Могила Артюхиной на Новодевичьем кладбище Москвы.

Именем Артюхиной названы улицы в Москве и Вышнем Волочке. Улица Артюхиной также расположена в Заволжском районе Твери (микрорайон Юность).
В честь Артюхиной был назван один из первых теплоходов серии «Ленинская Гвардия». Теплоход «Александра Артюхина» спущен на воду в 1972 году.

## Награды
- Указом Президиума Верховного Совета СССР от 7 марта 1960 года в ознаменование 50-летия Международного женского дня, за выдающиеся достижения в труде и особо плодотворную общественную деятельность Артюхиной Александре Васильевне присвоено звание Героя Социалистического Труда с вручением ордена Ленина и золотой медали «Серп и Молот».
- 3 ордена Ленина (07.03.1933; 28.11.1959; 07.03.1960)
- 2 ордена «Знак Почёта» (22.01.1944; 06.12.1957)
- медаль «За трудовую доблесть» (14.03.1964)
- другие медали